# Scharren beim Urmeskreuzchen
Das Naturschutzgebiet Scharren beim Urmeskreuzchen liegt im Eifelkreis Bitburg-Prüm in Rheinland-Pfalz. Das 1,93 ha große Gebiet, das im Jahr 1989 unter Naturschutz gestellt wurde, erstreckt sich nordwestlich der Ortsgemeinde Birtlingen. Östlich fließt die Nims und verläuft die B 257. Unweit südlich liegt das Naturschutzgebiet Römersköpfchen bei Messerich.
Schutzzweck ist die Erhaltung der Keuperscharren und der Kalk-Magerrasen mit angrenzenden Gebüsch- und Mischwaldformationen als Lebensraum zahlreicher wärmeliebender, in ihrem Bestand äußerst gefährdeter Tier- und Pflanzenarten und deren Lebensgemeinschaften, insbesondere der Lothringer Lein-Variante des Enzian-Halbtrockenrasens.